# Samuel Hernanz
Samuel Hernanz Obrador (Tarbes, 15 aprile 1986) è un canoista spagnolo, specializzato nel kayak slalom.

## Biografia
È figlio del canoista Richard Hernanz, che vinse la medaglia d'argento nel C2 ai campionati del mondo di slalom di Jonquiere 1979 per la Francia. 
Ha rappresentato la Spagna ai Giochi olimpici estivi di Londra 2012, classificandosi al quinto posto nello slalom K1.
Nel 2019 si laureato campione iridato ai mondiali di slalom di La Seu d'Urgell 2019 nel kayak monoposto a squadre, in squadra con i connazionali David Llorente Vaquero e Joan Crespo.

## Palmarès
- Mondiali slalom

La Seu d'Urgell 2019: oro nel K1 a squadre;
- Europei slalom

La Seu d'Urgell 2019: argento nel K1;
Vienna 2014: bronzo nel K1;
Liptovský Mikuláš 2016: bronzo nel K1 a squadre;